# Yury Winterberg

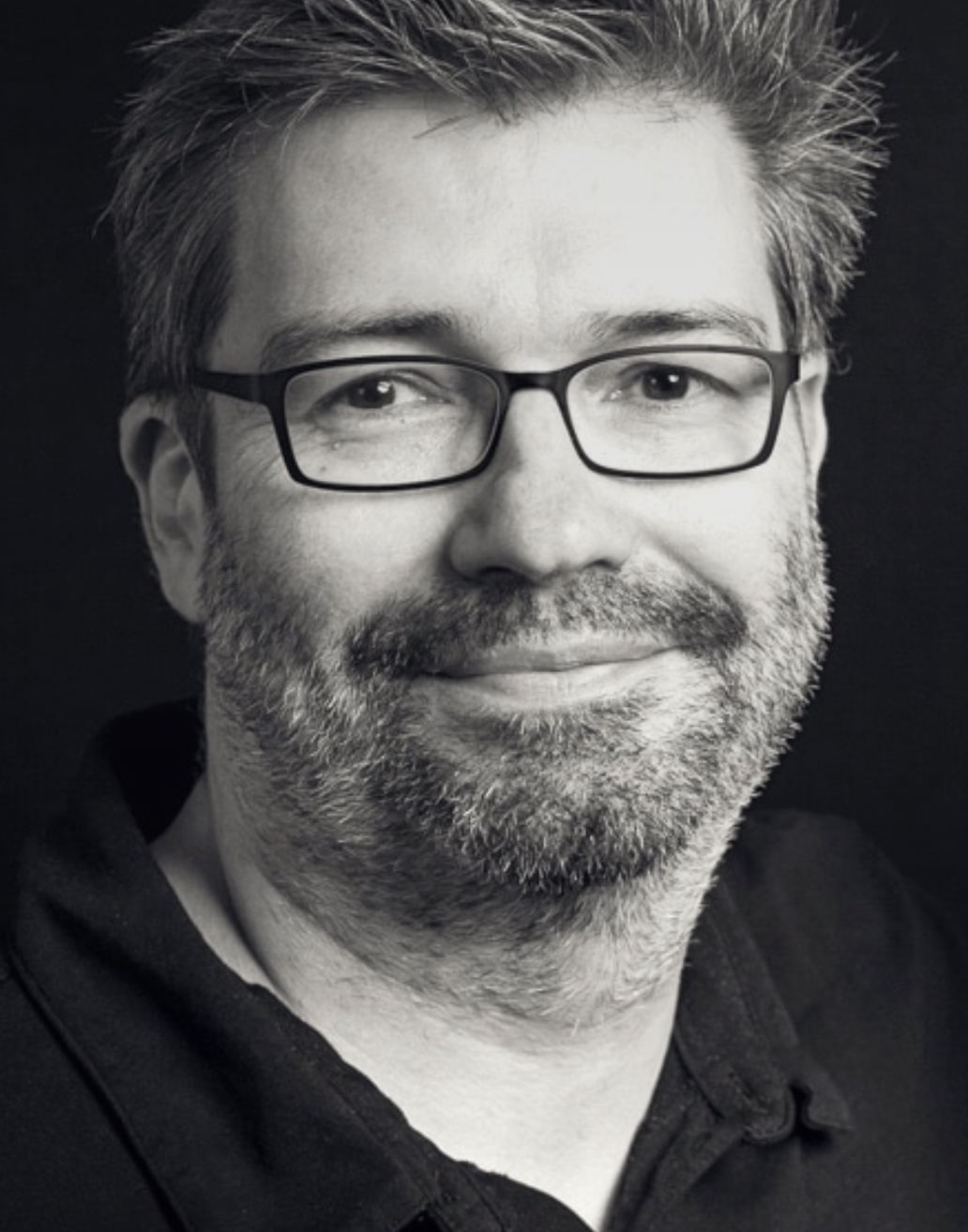
Yury Winterberg (2019)

Yury Winterberg (* 10. April 1965 in Dresden) ist ein deutscher Schriftsteller und Drehbuchautor. Er ist mit der Autorin Sonya Winterberg verheiratet.

## Leben und Wirken
Yury Winterberg wuchs in Radebeul auf. Er studierte Psychologie an der TU Dresden mit dem Abschluss als Diplompsychologe. Im Anschluss daran arbeitete er als wissenschaftlicher Assistent an der TU Dresden. Bereits Ende der 1970er Jahre ermutigte ihn Franz Fühmann, der bis zu seinem Tod einen freundschaftlichen Briefwechsel mit ihm unterhielt, zum Schreiben. In den 1980er Jahren folgten erste Veröffentlichungen im literarischen Untergrund im Umfeld der inzwischen als Autoperforationsartisten zu Ruhm gekommenen Dresdner „kalibrigen Talente“ Micha Brendel, Else Gabriel, Rainer Görß und Via Lewandowsky.
Ab 1990 war er Literatur-Redakteur bei der Tageszeitung Die Union (jetzt Dresdner Neueste Nachrichten), im Jahr darauf wechselte Winterberg als Redakteur zur DAZ und machte als freier Journalist Literatur-Sendungen für den MDR-Hörfunk. Wenig später rekrutierte ihn die SPD im Sächsischen Landtag als Referenten für Kultur und Medien.
Aus dieser sicheren Stellung heraus machte sich Yury Winterberg 1993 selbständig und gründete mit anderen, darunter dem späteren Regisseur Jan Peter, die Leipziger Produktionsfirma LE Vision. Unter deren Trägerschaft entstanden bis heute ein Kinospielfilm und zahlreiche, zum Teil ausgezeichnete Dokumentarfilme und Dokudramen, für die Yury Winterberg Drehbuch schrieb. Häufig führte Jan Peter hierbei Regie. U. a. entstand die Doku-Drama-Serie 14 – Tagebücher des Ersten Weltkriegs für ARTE, ARD und weitere Dritte Programme.
Schwerpunkte der Arbeit Winterbergs liegen im Bereich der Zeitgeschichte und des, vorwiegend rechten, Terrorismus.
Von 2001 bis 2010 war Winterberg Vorstandsvorsitzender des Filmverbands Sachsen e. V.

## Familie
Yury Winterberg ist seit 2008 mit der finnlandschwedischen Journalistin Sonya Winterberg verheiratet und hat mit ihr zwei Kinder. Er lebt und arbeitet in Dresden und Porvoo, Finnland.

## Spielfilme
- 1999: Over the Rainbow – Sehnsucht ist eine Droge

## Dokumentarische Spielfilme
- 2011: Friedrich – Ein deutscher König (ARTE, ARD, 90 Minuten) mit Katharina Thalbach und Anna Thalbach

## Dokumentarische Dramaserie
- 2014: 14 – Tagebücher des Ersten Weltkriegs (ARTE, 8×52 Minuten/ARD/ORF 4×45 Minuten)
- 2014: 14 War Stories (Netflix USA, 8×52 Minuten)

## Dokumentarfilme
- 1997: Neue Menschen aus Schreberschem Geist (ARD, 90 Minuten)
- 2000: Die Macht der Stunde: Eine Geschichte der Zeitmessung (ARTE/ARD, 60 Minuten)
- 2001: SOKO Leipzig (ZDF, Entwicklung Fernsehserie, 1. Folge)
- 2001: Nach Hitler. Radikale Rechte rüsten auf (ARD, 3×45 Minuten)
- 2003: Schöner neuer Mensch – Genforschung im 21. Jahrhundert (ARTE/ARD, 90 Minuten)
- 2005: Der Rebell. Psychogramm eines Terroristen (ARD, 94 Minuten)
- 2009: Mein Deutschland (ARD, 3×45 Minuten)
- 2009: Mein Mauerfall (ARD, 45 Minuten)
- 2010: Ernst Reuter – Ein zerrissenes Leben (ARD, 45 Minuten)
- 2010: Damals nach der DDR (ARD/MDR, 6×45 Minuten) Co-Autor aller Teile
- 2010: Meine Einheit – Schicksale im vereinigten Deutschland (MDR/rbb 90/45 Minuten) Co-Autor, gemeinsam mit Jan Peter
- 2010: Als wir Kinder waren – Aufgewachsen in der DDR (MDR, 45 Minuten)
- 2015: Geheimauftrag Pontifex – Der Vatikan im Kalten Krieg (ARD/ARTE/RBB/BR/ORF/TVP, 2×52 Minuten/1x90 Minuten) Co-Autor, gemeinsam mit Jan Peter
- 2016: Venedig und das Ghetto (ARTE/NDR/BR/ORF, 2x52 Minuten) Co-Autor, gemeinsam mit Klaus T. Steindl
- 2016: Kollwitz – Ein Leben in Leidenschaft (ARTE/RBB, 52 Minuten) Co-Regie, gemeinsam mit Henrike Sandner

## Dokudramen
- 2002: Die geheime Inquisition (ZDF, 3×45 Minuten)
- 2004: Hexen – Magie, Mythen und die Wahrheit (ARD, 3×45 Minuten)
- 2005: Mätressen – Die geheime Macht der Frauen (ARD, 3×45 Minuten)
- 2006: Savonarola – Der schwarze Prophet (ZDF, 45 Minuten)
- 2010: Die Deutschen – August der Starke und die Liebe (ZDF, 45 Minuten – mit Jan Peter)
- 2018: Die eiserne Zeit – Leben und Sterben im Dreißigjährigen Krieg (1618–1648) (ARTE/ZDF, 6x52 Minuten)

## DVD-Veröffentlichungen
- 2003: Die geheime Inquisition (Komplett-Media)
- 2005: Mätressen (Polyband)
- 2006: Nach Hitler (Ottonia Media)
- 2006: Der Rebell (Absolut-Medien)
- 2008: Hexen (Icestorm)
- 2010: Damals nach der DDR (Polyband)
- 2012: Friedrich – Ein deutscher König (Edel)
- 2014: 14 – Tagebücher des Ersten Weltkriegs (Polyband)
- 2017: Der Traum von der Neuen Welt – Das Jahrhundert der Auswanderung (Polyband)
- 2018: Die eiserne Zeit – Leben und Sterben im Dreißigjährigen Krieg (1618-1648) (Polyband)

## Theaterstücke
- 2013: „Larger Than Life“ nach Motiven aus „Der Rebell – Odfried Hepp: Neonazi, Terrorist, Aussteiger“ – UA: 6. Juni 2013, Theater Bremen, Regie: Mirko Borscht

## Schriften
- mit Hans-Gerd Jaschke, Birgit Rätsch: Nach Hitler – Radikale Rechte rüsten auf. Bertelsmann, 2001.
- Der Rebell – Odfried Hepp: Neonazi, Terrorist, Aussteiger. Lübbe, Bergisch Gladbach 2004, ISBN 3-7857-2160-9.
- Mätressen – Die geheime Macht der Frauen. vgs, 2005.
- Homo Bellicus: Eine Genealogie des Krieges. gold+grüne wälder, 2007.
- mit Sonya Winterberg: Kriegskinder – Erinnerungen einer Generation. Rotbuch, 2009.
- mit Sonya Winterberg: Kleine Hände im Großen Krieg. Kinderschicksale im Ersten Weltkrieg. Aufbau Verlag, 2014.
- mit Sonya Winterberg: Kollwitz. Die Biografie. Bertelsmann, 2015.

## Auszeichnungen
- 1999: Förderpreis der Hanns-Seidel-Stiftung für junge Journalisten
- 2001: Civis-Medienpreis für Nach Hitler. Radikale Rechte rüsten auf
- 2014: Robert-Geisendörfer-Preis für 14 – Tagebücher des Ersten Weltkriegs